# Prakti.com
Prakti.com (Originaltitel The Internship) ist eine US-amerikanische Filmkomödie aus dem Jahr 2013 von Shawn Levy, die als Marketingmaßnahme für Google konzipiert wurde. Der Film erschien in den Vereinigten Staaten am 7. Juni 2013. In Österreich und Deutschland startete der Film am 26. September 2013.

## Handlung
Billy und Nick, zwei erfahrene Verkäufer, verlieren ihren Arbeitsplatz, da ihre Firma aufgrund der hohen Konkurrenz des Internethandels geschlossen wird. Um zu beweisen, dass sie mit dem aktuellen Stand der Technik mithalten können, versuchen sie einen der begehrten Studentenpraktikaplätze bei Google zu bekommen, im Konkurrenzkampf gegen ein Bataillon von brillanten Studenten. Hierfür schreiben sich die beiden für das Fernstudium an der University of Phoenix ein. In dem virtuellen Bewerbungsgespräch, an dem Billy und Nick in einer öffentlichen Bibliothek via Google Hangouts teilnehmen, schlagen sich die beiden mehr schlecht als recht. Im Bewerbungsgespräch wird den Organisatoren des Bewerbungsgesprächs recht schnell die mangelnde technische Qualifikation von Billy und Nick bewusst. Die beiden bekommen dennoch einen Praktikumsplatz.
Die Praktikanten müssen Gruppen von fünf Personen bilden. Die beste Gruppe bekommt am Ende eine Festanstellung.
Die Leistungsfähigkeit der Gruppen, die als Googliness bezeichnet wird, wird anhand von Aufgaben bemessen, die es als beste Gruppe zu meistern gilt.
Bei der ersten Herausforderung werden Nick und Billy von den restlichen Gruppenmitgliedern ausgeschlossen, da sie wegen kompletten Fehlens jeglicher Informationstechnik-Kenntnisse keine Hilfe darstellen. Die erste Aufgabe besteht darin, einen Fehler im Quelltext eines Programms zu finden und zu beseitigen. Die Gruppe findet den Fehler nicht. Der Fehler wird zuerst von der Gruppe Graham Hawtreys gefunden.
Die zweite Aufgabe ist eine nichtmagische Variante des fiktiven Sports Quidditch. Bei diesem Spiel ist die Gruppe zunächst zerstritten und ineffektiv und gerät in Rückstand gegen die Gruppe Graham Hawtreys. In der zweiten Hälfte des Spiels erwacht jedoch der Mannschaftsgeist, und die fünf holen den Rückstand auf. Am Ende des Spiels im Ringen um den Goldenen Schnatz begeht Hawtrey diverse Regelbrüche, die durch eine List nicht vom Schiedsrichter entdeckt werden, und man gewinnt abermals gegen die Gruppe um Billy und Nick.
Das Ziel der nächsten Aufgabe ist es, eine mobile Anwendung zu entwickeln, die möglichst oft von Google Play heruntergeladen werden soll. Billy und Nick werfen die Pläne der restlichen Gruppenmitglieder, per wissenschaftlicher Analyse eine möglichst beliebte Anwendung zu entwickeln, über den Haufen. Sie machen eigene Vorschläge für eine Anwendung mit dem Funktionsumfang wie Instagram, ohne sich davon beirren zu lassen, dass es so etwas bereits gibt. Als sich die anderen nicht von ihrem Widerstand gegen die Idee abbringen lassen, schlagen Billy und Nick vor, dass alle einen freien Kopf bräuchten und daher ausgehen sollten. Also geht man zuerst chinesisch essen und besucht anschließend einen Stripclub, wo sich die fünf in exzessivem Alkoholkonsum und Tanz üben. Inspiriert durch den betrunkenen Lyle kommt Nick die Idee für eine Anwendung, die durch Quizfragen die Nüchternheit des Benutzers überprüft, bevor dieser Nachrichten versenden kann. Diese Anwendung ist die beliebteste eingereichte Anwendung, und die Gruppe gewinnt damit diese Herausforderung.
Bei der Kundenbetreuung schlägt sich die Gruppe gut. Billy vergisst jedoch, sich vor Aufgabenbeginn im Auswertungssystem zu registrieren, damit sein Erfolg analysiert werden kann. Chetty disqualifiziert hieraufhin die komplette Gruppe. Über sich beschämt verlässt Billy die Gruppe, um bei seinem bisherigen Arbeitgeber wieder als Verkäufer tätig zu sein.
Die Ankündigung der nächsten Aufgabe, Werbekunden zu gewinnen, versetzt die Gruppe in Euphorie, da sie zwei erfahrene Verkäufer wie Billy und Nick an ihrer Seite wissen. Als Nick jedoch verkündet, dass Billy sie verlassen hat, macht sich Enttäuschung breit. Nick bricht auf, um Billy zurückzuholen, während der Rest versucht, Werbekunden zu gewinnen, was allerdings kläglich scheitert. Nick überredet Billy zur Rückkehr, und gemeinsam schafft es die Gruppe nun, eine familiär geführte Pizzeria als Werbekunden zu akquirieren.
Bei der Abschlussveranstaltung wird die Gruppe zum Sieger gekürt – wegen ihrer guten Leistung in den Herausforderungen und ihrer hohen Googliness.

## Hintergrund
Der Film wurde von Google als Marketingmaßnahme konzipiert, um neue Mitarbeiter anzulocken. Regisseur Shawn Levy äußerte sich dazu, er wollte den „[genuinen] Altruismus“ des Konzerns sichtbar machen, mit dem er täglich die Welt zu einem besseren Ort machen wolle. Obwohl die Firma nicht direkt an der Produktion des Films beteiligt war, wurde ein Teil des Filmes im Googleplex gedreht, dem Unternehmenssitz von Google. Der überwiegende Teil wurde jedoch auf dem Campus des Georgia Institute of Technology in Atlanta gedreht, wo man vom Internetkonzern die Erlaubnis bekam, das Innere des Firmensitzes nachzubauen sowie das Firmenlogo zu verwenden.
Das offizielle deutsche Filmplakat zeigt die zwei Hauptdarsteller aus der Sicht des Monitors vor der Google-Startseite. Als Suchwort haben sie „Jobs für Leute mit wenig Fähigkeiten“ eingegeben und versuchen damit Stellenangebote zu finden.
Sergey Brin, einer der Google-Gründer, hat zwei Cameo-Auftritte.
Die Produktionskosten beliefen sich auf 58 Millionen US-Dollar. Bis Oktober 2013 spielte der Film rund 93 Millionen US-Dollar weltweit ein, davon 44,7 Millionen in den USA und ca. 2,1 Millionen in Deutschland. Die restlichen Einnahmen wurden vor allem in Australien (7,1 Mio.), Großbritannien (5,3 Millionen US-Dollar), Brasilien (4,5 Mio.) und Russland (3,2 Mio.) erzielt.

## Anspielungen
In Prakti.com finden sich einige Anspielungen auf andere Filme:
- Moneyball: Nick Campball schaut seinem Neffen beim Baseball zu. Als der Trainer dem Neffen sagt, er solle ein Walk statt einem Hit machen, denn Ein Walk ist so gut wie ein Hit, ruft Nick Nichts ist so gut wie ein Hit. Als der Neffe den Ball verschlägt, ruft jemand aus dem Team Nick zu Ein Walk ist genauso gut wie ein Hit. Lies Moneyball, Arschloch.
- Flashdance: Vince Vaughns Filmfigur zitiert diesen Film mehrfach und vor allem den Mut und den Glauben an sich, den die Hauptfigur im Film zeigt.
- Voll auf die Nüsse: Im Film Voll auf die Nüsse trägt der von Vince Vaughn gespielte Protagonist Peter LaFleur ein Kostüm eines Fetisch-Clubs. Dieses Kostüm gehört Big Daddy. In Prakti.com wird der ebenfalls von Vince Vaughn gespielte Billy McMahon selbst mehrfach Big Daddy genannt.
Eine weitere Parallele ist, dass Peter LaFleur ebenso wie in Prakti.com Billy McMahon am Tiefpunkt der Story die Gruppe verlässt, um dann kurz vor dem Ende hoch motiviert zurückzukehren und dem Team zum Sieg zu verhelfen.
- Zurück in die Zukunft: Als das Team sich in der Bar aufhält, bringt Lyle den Mut auf und spricht seine Traumfrau an. Kurz darauf taucht ein Mann auf und will ihn vertreiben, woraufhin Lyle ihn Biff nennt. In Zurück in die Zukunft versucht Biff Tannen in einer ähnlichen Szene, George McFly zu vertreiben, um sich an dessen spätere Frau Lorraine heranzumachen.
- West Side Story: Vor der Kampfszene in der Bar fragt Billy, ob sie hier jetzt einen auf „Jets gegen Sharks“ machen, die beiden rivalisierenden Banden aus West Side Story.
- Game of Thrones: Gegen Ende des Films nennt Lyle seine Freundin Khaleesi, woraufhin sie mit „Meine Sonne, meine Sterne“ antwortet. Der gleiche Dialog besteht zwischen Khal Drogo und seiner Frau Daenerys in Game of Thrones.
- X-Men: Das Team schickt Billy und Nick los, um einen Programmierer namens Professor Xavier zu finden, und zählt in diesem Zusammenhang noch einige X-Men als dessen Gehilfen auf. Später schauen alle gemeinsam den Film.
- Harry Potter: Die verschiedenen Gruppen spielen in einer Szene Quidditch.
- Hook: Beim Start des Quidditch-Matches ruft Lyle „Bangarang“, eine Anspielung auf Rufio, welcher diesen Ausruf ebenfalls als Startsignal genutzt hat.
- Beim Sterben ist jeder der Erste: Nachdem Billy und Nick ihre Jobs verloren haben, vergleicht Nick ihre Lebenssituation mit der Vergewaltigungsszene aus dem Film Beim Sterben ist jeder der Erste.

## Kritik
Spiegel Online bezeichnet den Film als „spielfilmlangen Werbespot“ und die Zeit nennt ihn 120-minütiges Product Placement.